# Vzorec
Vzorec (formule) je stručné písemné, formalizované, zvláště symbolické vyjádření určitého vztahu. Používá se především ve vědách. Příkladem mohou být rozličné matematické, fyzikální či chemické vzorce. Některá zvlášť elegantní vyjádření se prosadila i do veřejného povědomí. Tisknou se na trička, nádobí apod. Velmi známým je např. Einsteinův vzorec vyjadřující ekvivalenci hmoty a energie: E = mc² či tzv. Eulerova rovnost {\displaystyle e^{i\pi }+1=0}. Oba z těchto příkladů jsou jedním z typů vzorců – rovnicemi. 
Ve vědě a technice je užívaní vzorců a manipulace s nimi důležitým aspektem, který umožňuje snadněji pracovat s abstraktními pojmy. Pokrok v matematice i ostatních oborech tak šel v historii často ruku v ruce se zavedením nějakého nového způsobu značení. Např. místo slovní formulace objem koule je roven čtyřem třetinám třetí mocniny jejího poloměru vynásobené číslem pí, která je neprakticky dlouhá a nepříliš přehledná, v matematice dnes stejnou skutečnost vyjádříme vzorcem {\displaystyle V={\frac {4}{3}}\pi r^{3}}.
Předpokladem smysluplného vyjádření je jasná definice významu jednotlivých elementů (znaků a výrazů) vzorce. (Např. ve výše uvedeném vzorci znak V označuje objem, znak {\displaystyle \pi } označuje jasně definovanou matematickou konstantu a znak r představuje poloměr koule.
V oblasti tabulkových procesorů se jedná o základní prostředek pro práce s daty v tabulce. Vzorec tam obvykle začíná rovnítkem, za kterým následující požadované operace, např.:
- součet číselných hodnot buněk A1 a A2: =A1+A2
- součet číselných hodnot všech buněk v oblasti od A1 do D5: =SUM(A1:D5)

## Zápis vzorců
Kromě tradičního ručního zápisu se používají i programy (aplikace) pro počítače se zvláštním grafickým vybavením pro grafickou nápodobu ručního zápisu. Jde o integrální součásti textových editorů (Word, OpenOffice – Writer) nebo samostatné doplňky – aplikace.  
Zvláštní typ tvoří tabulkové procesory (Excel, Mathcad, OpenOffice – Math), které přímo pracují se zvláštními vzorci, podle kterých provádějí příslušné operace, např. matematické, textové či logické. V nich se tyto vzorce zapisují a ukazují prostým písmem v editačním okénku. Grafická nápodoba ručního psaní vzorců (bez výpočetního užití) je ovšem zpravidla také součástí tabulkového procesoru.